# Deutsche Poolbillard-Meisterschaft 2021 (Damen)
Die deutsche Poolbillard-Meisterschaft 2021 war ein Poolbillardturnier, das vom 29. Oktober bis 10. November 2021 im Rahmen der deutschen Billardmeisterschaft in der Wandelhalle im hessischen Bad Wildungen stattfand.
Ermittelt wurden die deutschen Meisterinnen in den Disziplinen 14/1 endlos, 8-Ball, 9-Ball und 10-Ball. Titelverteidigerinnen waren Vivien-Kathy Schade (14/1 endlos), Julienne Wolf (8-Ball), Tina Vogelmann (9-Ball) und Vivien-Kathy Schade (10-Ball).

## Medaillengewinner
| Disziplin   | Gold                                   | Silber                               | Bronze 1                               | Bronze 1                                    |
| ----------- | -------------------------------------- | ------------------------------------ | -------------------------------------- | ------------------------------------------- |
| 14/1 endlos | Vivien-Kathy Schade (BC Queue Hamburg) | Christine Steinlage (1. PBC Neuwerk) | Claudia Fuhrmann (PBC Red Lion)        | Paula Bachmeier (BC 73 Pfeffenhausen)       |
| 8-Ball      | Diana Stateczny (BC Herne-Stamm)       | Christine Steinlage (1. PBC Neuwerk) | Anke Liepelt (PBSG Wolfsburg)          | Kim Witzel (BC Oberhausen)                  |
| 9-Ball      | Diana Stateczny (BC Herne-Stamm)       | Christine Steinlage (1. PBC Neuwerk) | Vivien-Kathy Schade (BC Queue Hamburg) | Yvonne Ullmann-Hybler (PBC Olimpia München) |
| 10-Ball     | Kim Witzel (BC Oberhausen)             | Diana Stateczny (BC Herne-Stamm)     | Chantal Stadler (1. PBC Neuwerk)       | Yvonne Ullmann-Hybler (PBC Olimpia München) |